# Boris Janjic
Boris Janjic (9 november 1962) was een golfprofessional uit Australië. Hij woonde in België.
Janjic speelde op de Europese Challenge Tour en was golfleraar op Golf Club Henri-Chapelle. Hij werd opgevolgd door Henk Timmer.
In 2008 kocht Boris Janjic de golfbaan in Ruminghem. De reputatie van de club was slecht, de vorige eigenaar weerde Franse leden en de baan was verwaarloosd. Alle greens zijn inmiddels vernieuwd en de club heeft nu ruim 700 leden en een Engelse pro die er les geeft. 
Boris heeft ook nog meerdere jaren in Koksijde Golf ter Hille gewerkt als golfpro
Boris stapte uit het leven op 6 januari 2018.

## Gewonnen
- 1995: Omnium van België

## Record
Janjic staat samen met Simon Clough in het Guinness Book of Records. Zij hebben in één dag 18 holes op vijf banen in vijf verschillende landen gespeeld: Nederland, Duitsland, Frankrijk, Luxemburg, eindigend op Henri-Chapelle. Simon Clough won het Russisch Open en is nu Golf Director van het Constance Belle Mare Plage Hotel in Mauritius. 